# Positive Force
Positive Force, später Positive Express, war eine amerikanische Jazz-, Soul- und Funkband, die von Albert Williams und Brenda Reynolds in Pennsylvania zunächst als Duo gegründet wurde.

## Bandgeschichte
Der Produzent Nate Edmunds entdeckte das Duo Positive Force, bestehend aus Albert Williams und Brenda Reynolds, und stellte den Kontakt zum Label Sugar Hill Records der Musikerin Sylvia Robinson her, die bereits The Sugarhill Gang zusammengestellt hatte. Nun wurde die Gesangsformation zum Oktett und bestand fortan aus sechs Männern und zwei Frauen (Brenda Reynolds und Vickie Drayton).
Gemeinsam mit Williams und Reynolds schrieb Edmunds das Lied We Got the Funk und übernahm auch die Produktion. Die Single hielt sich 20 Wochen in den Billboard Dance-Charts und erreichte Platz 31. Der Track entwickelte sich im Vereinigten Königreich zum kommerziellen Erfolg und stieg auf Platz 18 der UK-Single-Charts.
Das nach der Band benannte Album, das auch Downbeat-Tracks wie Today It Snowed enthält, und die zweite Single Especially for You erschienen 1980. Trotz Auftritten in TV-Shows wie Top of the Pops konnte sich weder Album noch Single in den Charts platzieren. Stattdessen kam We Got the Funkt erneut in die englische Hitparade: zunächst im Jahr 1980 als Teil des Disco-Medleys Calibre Cuts des gleichnamigen Projekts auf Platz 75, dann im Jahr 1986 als B-Seite der Splitsingle Rappers Delight / We Got the Funk auf Platz 78.
Unter dem geänderten Bandnamen Positive Express entstand 1982 das Album Changin’ Times für ein Joint Venture von Victory Records und Sugarhill Records. Daraus wurde der Track Not on the Outside als Single ausgekoppelt. Da sich auch diesmal kein Erfolg einstellte, trennte sich die Gruppe.

## Diskografie

### Alben
- 1980: Positive Force (Sugar Hill Records)
- 1982: Changin’ Times (als Positive Express)
- 1999: Back to the Old School – We Got the Funk: 20th Anniversary Sugar Hill Anthology (Kompilation, Sequel Records)
- 2002: We Got the Funk (Kompilation)

### Singles
- 1979: We Got the Funk
- 1980: Especially for You
- 1981: Today It Snowed / We Got the Funk / Tell Me What You See (Splitsingle, A-Seite: West Street Mob – Let’s Dance (Make Your Body Move))
- 1982: Not on the Outside (als Positive Express)
- 1986: Rappers Delight / We Got the Funk (Splitsingle, A-Seite: Sugarhill Gang)